# Rafle de Tunis

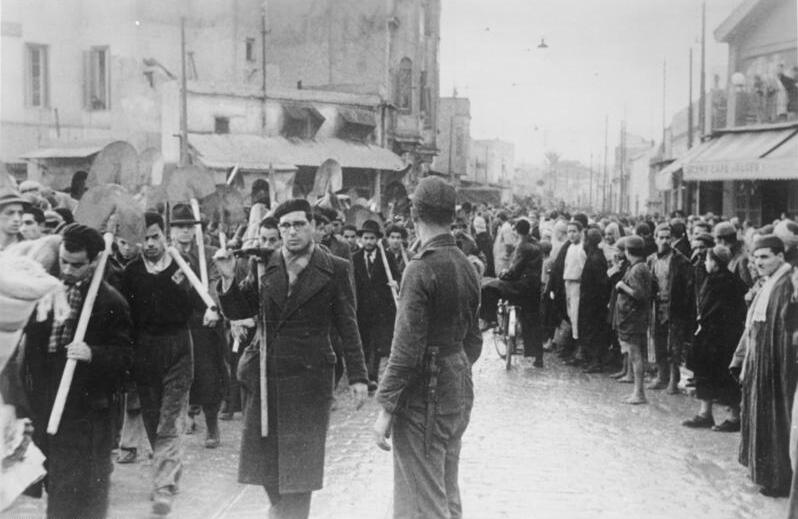
Colonne de prisonniers juifs envoyés aux travaux forcés défilant sous les yeux de la foule de Tunis, le 9 décembre 1942.

La rafle de Tunis est une arrestation en masse de Juifs ayant eu lieu le 9 décembre 1942 à Tunis, sur ordre du colonel SS Walter Rauff, au cours de laquelle 5 000 Juifs tunisiens sont internés dans des camps de travaux forcés.

## Contexte
La Tunisie est occupée par les armées de l'Axe à la suite de l'opération Torch lancée par les Alliés le 8 novembre 1942. Toutefois, les Juifs de Tunisie ne sont pas contraints de porter l'étoile jaune, malgré la demande des forces d'occupation, car le texte préparé par la résidence générale et signé en février 1943 n'est jamais entré en vigueur, ce qui est notamment le fait des pressions de Moncef Bey qui désapprouve publiquement les mesures antisémites dès son intronisation le 19 juin 1942. Les Juifs italiens sont épargnés à la demande des autorités mussoliniennes « comme si leur italianité était plus importante que leur judéité », selon les termes de Paul Sebag. Ces dernières craignent aussi que ces mesures ne renforcent la présence française en Tunisie : le nombre de Juifs italiens en Tunisie n'est évalué qu'à 3 000 personnes installées surtout à Tunis et rattachées à la bourgeoisie aisée et cultivée.
Durant les six mois d'occupation, outre les pénuries alimentaires et les bombardements subis par toute la population tunisienne, la population juive doit supporter le poids des réquisitions militaires et se voit frappée d'exorbitantes amendes collectives. Le 23 novembre 1942, un certain nombre de personnalités juives sont arrêtées. Devant la protestation du résident général Jean-Pierre Esteva, le ministre plénipotentiaire allemand Rudolf Rahn lui signifie « que les questions juives ne relèveraient plus de l'administration française » ; ces personnalités sont finalement libérées le 29.
La population juive se voit imposer le travail obligatoire comme en témoigne Albert Memmi : le haut commandement allemand convoque le 6 décembre le président du Comité d'administration Moïse Borgel et le grand-rabbin Haïm Bellaïche à la Kommandantur. Le colonel SS Walter Rauff leur indique que le Comité d'administration est dissous et remplacé sans délai par un nouveau comité présidé par le grand-rabbin, qu'il doit fournir le lendemain matin une liste de 2 000 Juifs âgés de plus de 18 ans pour travailler au service des forces occupantes et qu'il prendra en charge le ravitaillement, l'habillement et l'outillage des travailleurs, ainsi que les allocations pour les familles. À la suite d'une prorogation du délai fixé, le nombre de travailleurs à fournir passe à 3 000 mais, le 9 décembre au matin, seuls 125 hommes se présentent.

## Événements
Rauff se rend à la Grande synagogue de Tunis, y fait irruption et arrête tous ceux qui s'y trouvent, ainsi que tous les Juifs qui passent à proximité. Les rafles continuent durant la journée, comme aux abords de l'école de l'Alliance israélite universelle. Le Comité d'administration décide donc d'appeler au travail les Juifs âgés de 18 à 27 ans, ce qui apaise Rauff qui ne donne pas suite à ses menaces contre les volontaires et les raflés, mais fait arrêter cent notables juifs pour servir d'otages et être fusillés en cas de désobéissance,.
Dans l'après-midi, un millier de Juifs se présentent avant d'être répartis par groupe de cinquante et embarqués vers leurs lieux de destination. Le soir même, la première victime juive, Gilbert Mazouz (19 ans), ne pouvant avancer assez vite en raison d'un léger handicap, est abattue par un officier allemand sur la route du camp de Cheylus.

## Conséquences
Au fur et à mesure de l'arrivée des travailleurs, les otages sont libérés, entre le 14 décembre 1942 et le 17 janvier 1943. Les communautés juives de Sousse et de Sfax fournissent aussi des travailleurs, qui ne sont cependant pas internés dans des camps. La communauté fournit donc la totalité du financement des camps et subvient aux besoins des plus de 5 000 hommes — âgés entre 15 et 45 ans et capables de travailler — transférés dans des camps de travail à Bizerte, Mateur, Zaghouan, Enfida, Kondar ou dans la région de Tunis. Les conditions de vie y sont très difficiles, dans des zones pilonnées par l'aviation alliée, et une soixantaine de personnes y meurent au cours de leur détention, parfois à la suite d'exécutions sommaires. Les camps sont finalement abandonnés pendant la débâcle allemande face aux Alliés en avril 1943.

## Commémoration
Le 80e anniversaire de cet événement fait l'objet d'une commémoration en 2022.